# Араванообразные

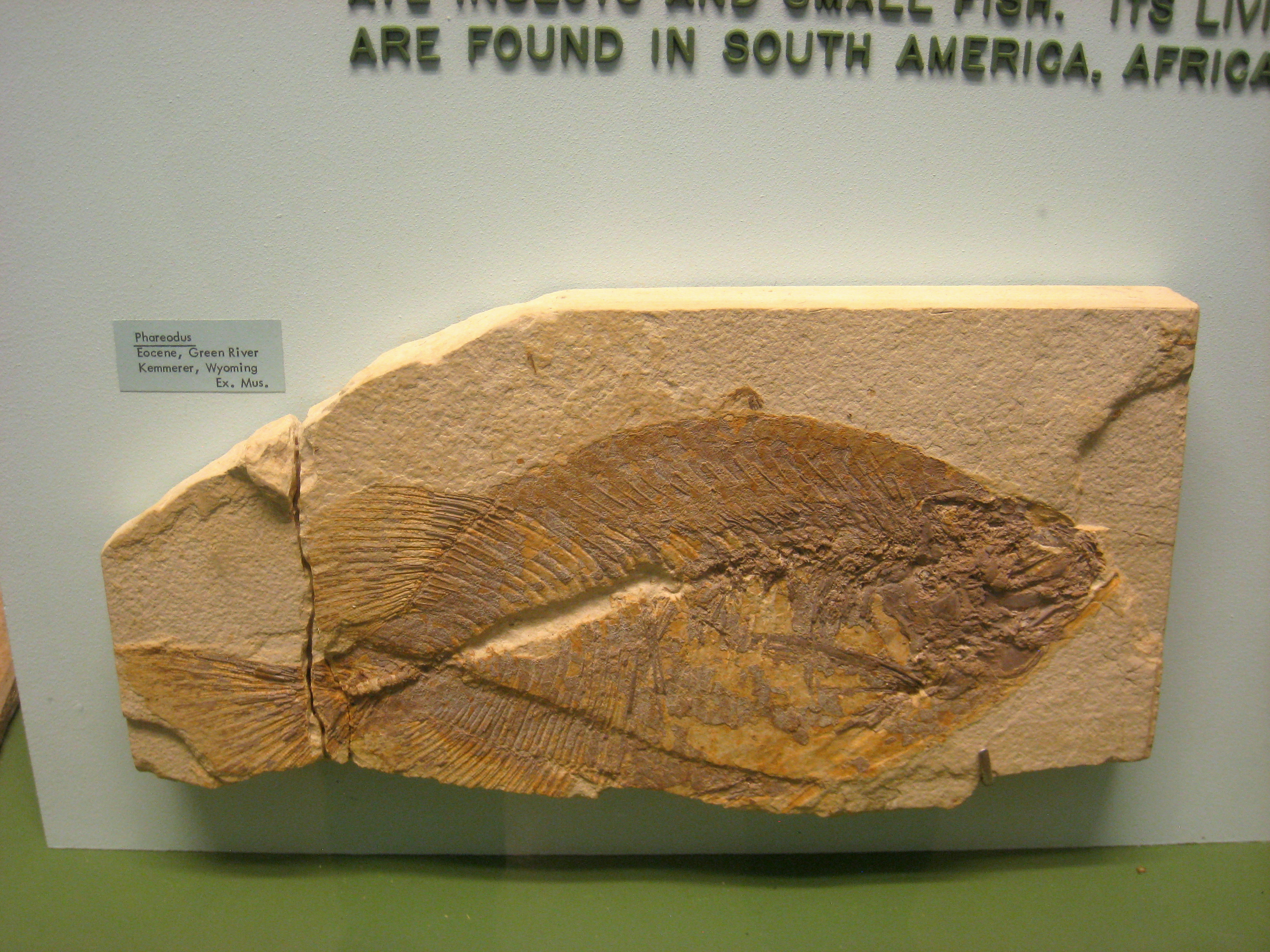
Phareodus sp.

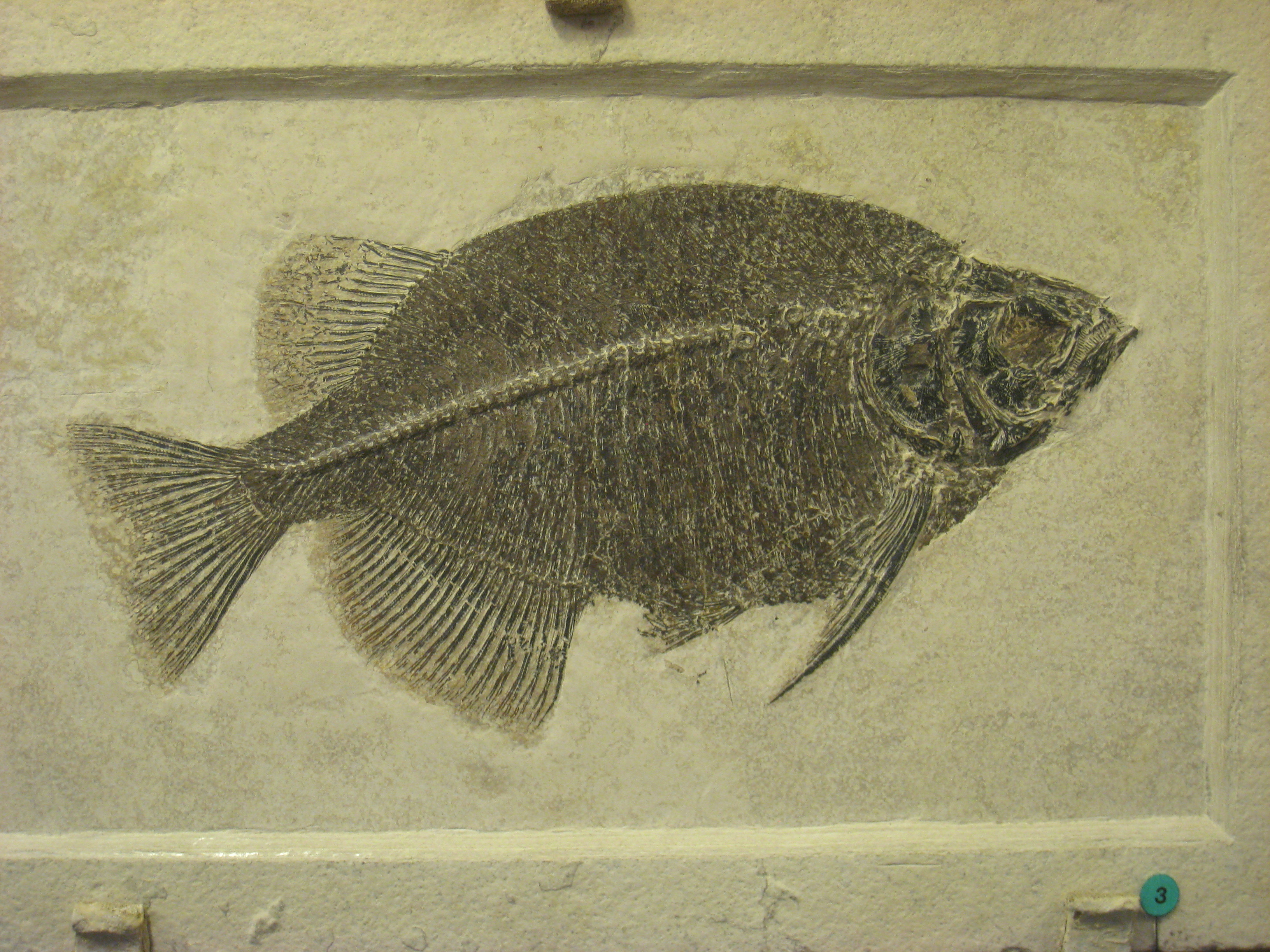
Phareodus testis

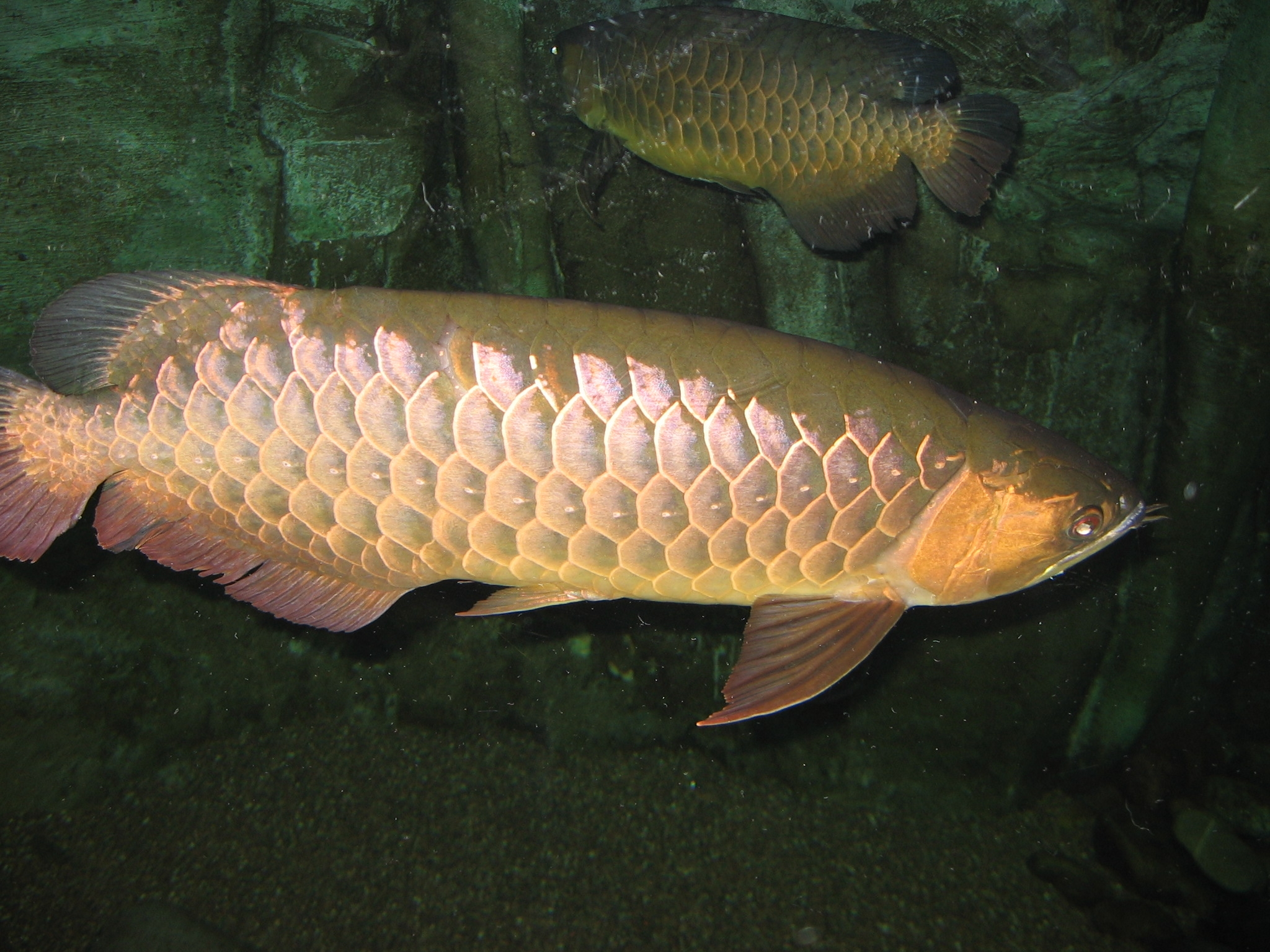
Золотистая барамунда

Араванообра́зные (лат. Osteoglossiformes) — отряд лучепёрых рыб из когорты остеоглоссоморф. Относительно примитивный отряд исключительно пресноводных рыб. Представители отряда отличаются костными выростами в виде зубов на языке и тем, что их кишечник проходит слева от глотки и желудка, в то время как у других рыб он проходит справа. Один из наиболее известных представителей отряда — обитающая в Южной Америке арапаима (Arapaima gigas), одна из самых крупных пресноводных рыб, которая может достигать 4,5 метра в длину. Древнейшие ископаемые араванообразные найдены в отложениях позднего юрского — раннего мелового периода возрастом 145,5—140,2 млн лет в северо-западной Африке (Марокко). Останки разных ископаемых представителей отряда найдены также в Европе, Азии, Северной и Южной Америке, а также в других регионах Африки.

## Классификация
В отряде араванообразных 3 современных подотряда с 5 семействами и несколько ископаемых семейств и родов:
- Подотряд Osteoglossoidei — Аравановидные
  - Osteoglossidae — Аравановые
  - Pantodontidae — Пресноводные рыбы-бабочки
- Подотряд Notopteroidei — Нотоптеровидные
  - Notopteridae — Спинопёрые
- Подотряд Mormyroidei — Мормировидные
  - Mormyridae — Мормировые
  - Gymnarchidae — Гимнарховые
- Osteoglossiformes incertae sedis
  -     - † Huashia
    - † Kipalaichthys
    - † Kuntulunia — 145,5—99,6 млн лет назад, Китай
    - † Opsithrissops
    - † Palaeonotopterus

  - † Saurocephalidae — ранний меловой период — поздний эоцен[3]
    - † Asiamericana
      - †Asiamericana asiatica — 89,3—85,8 млн лет назад, Средняя Азия

    - † Saurocephalus
      - † Saurocephalus inflexus — 136,4—130,0 млн лет назад, Европа
      - † Saurocephalus albensis} — 112,0—99,6 млн лет назад, Европа
      - † Saurocephalus lanciformis — 99,6—83,5 млн лет назад, Северная Америка
      - † Saurocephalus fayumensis — 40,4—37,2 млн лет назад, Египет

    - † Saurodon
      - † Saurodon leanus — 99,6—83,5 млн лет назад, Северная Америка

  - † Ostariostomidae
  - † Singidididae

## Фото

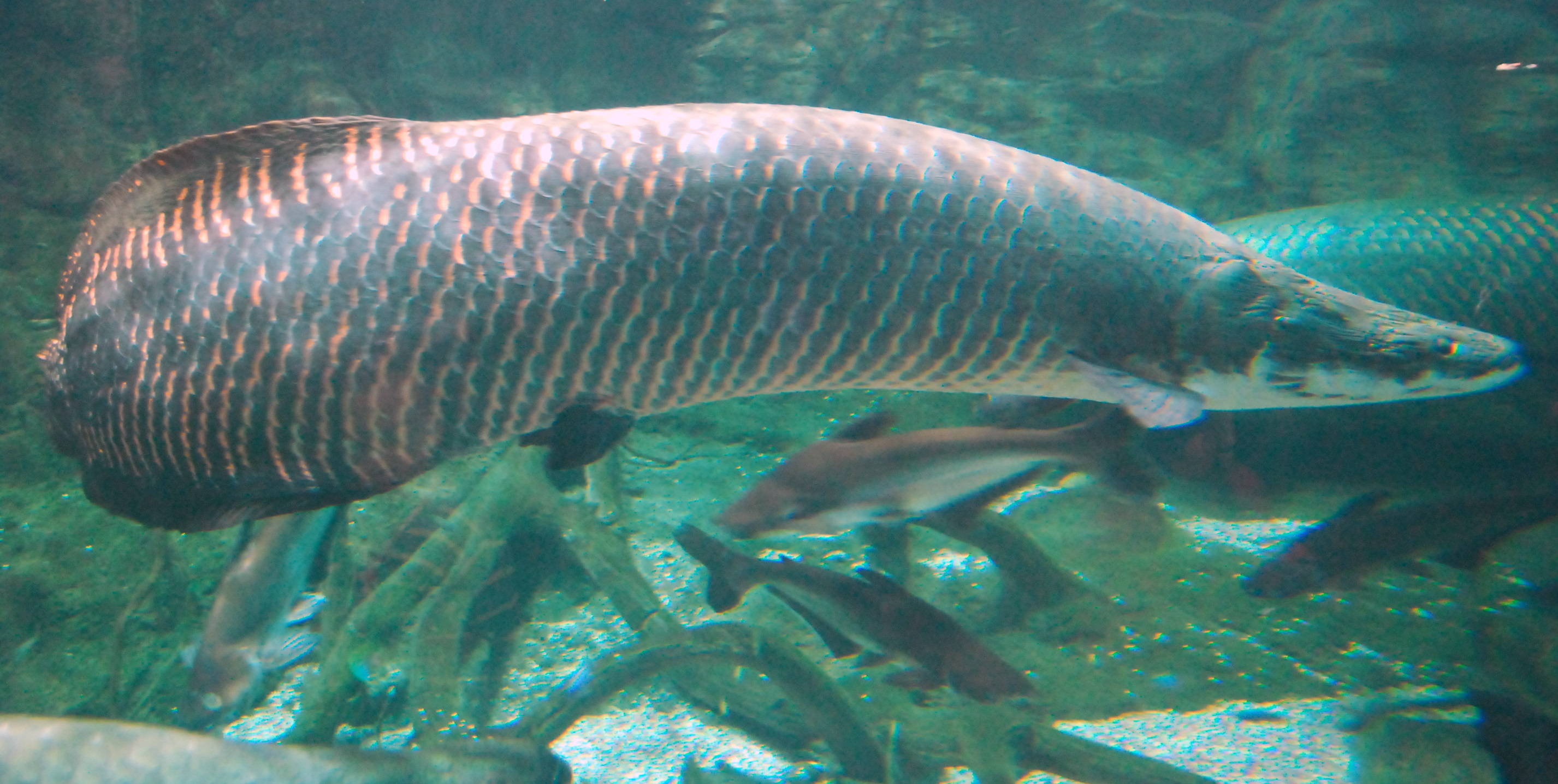
Гигантская арапаима
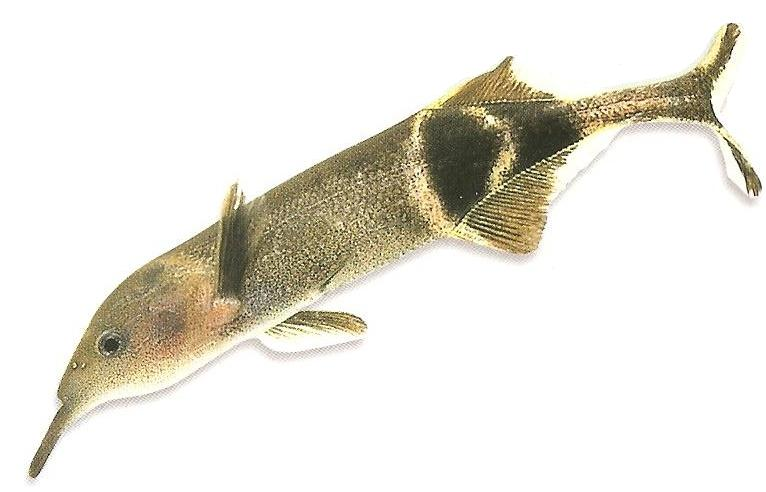
Нильский слоник
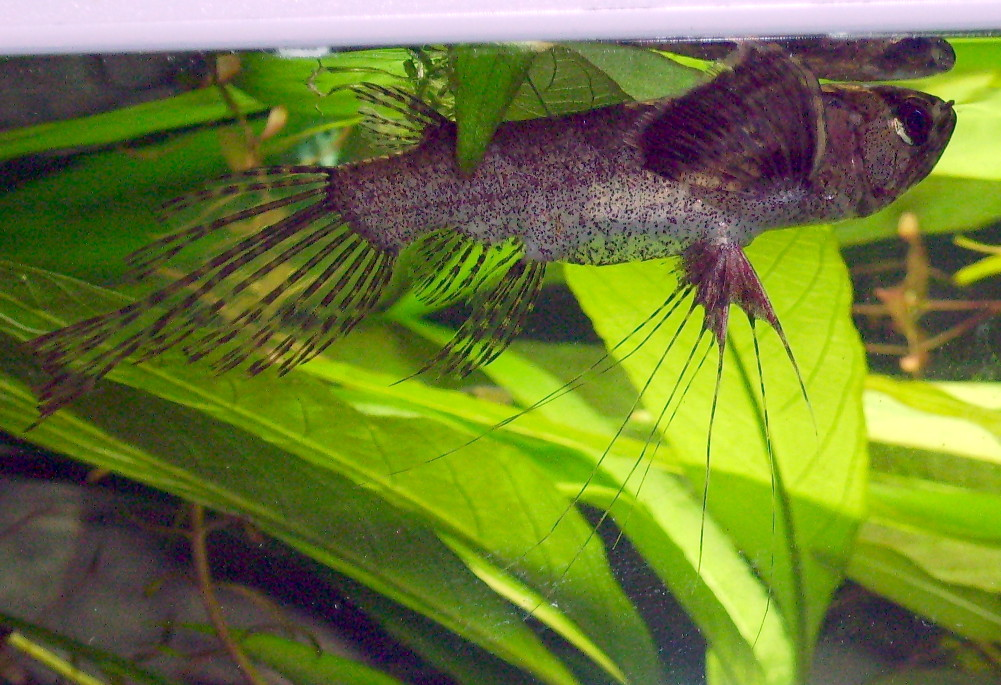
Пресноводная рыба-бабочка
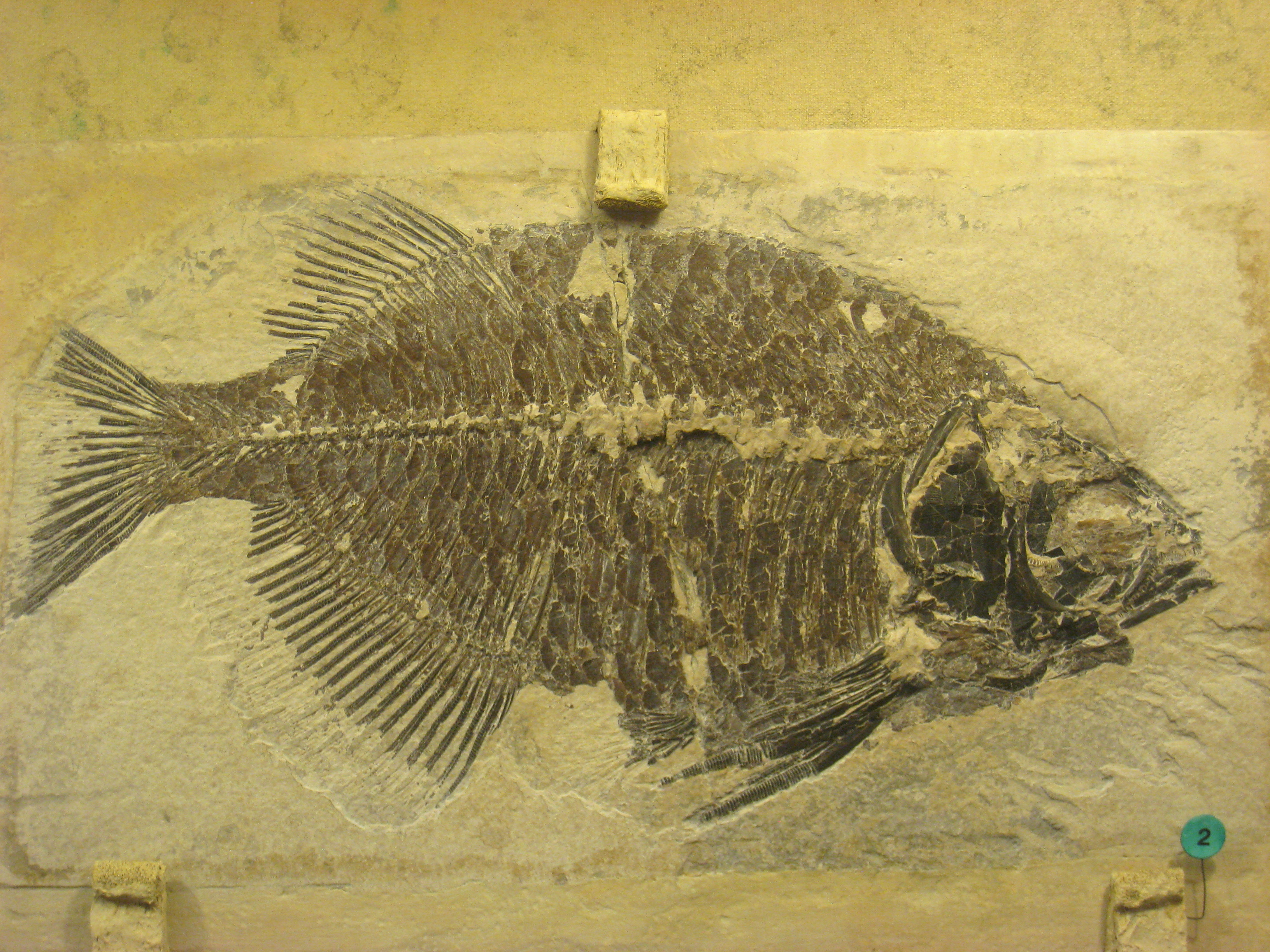
Phareodus testis
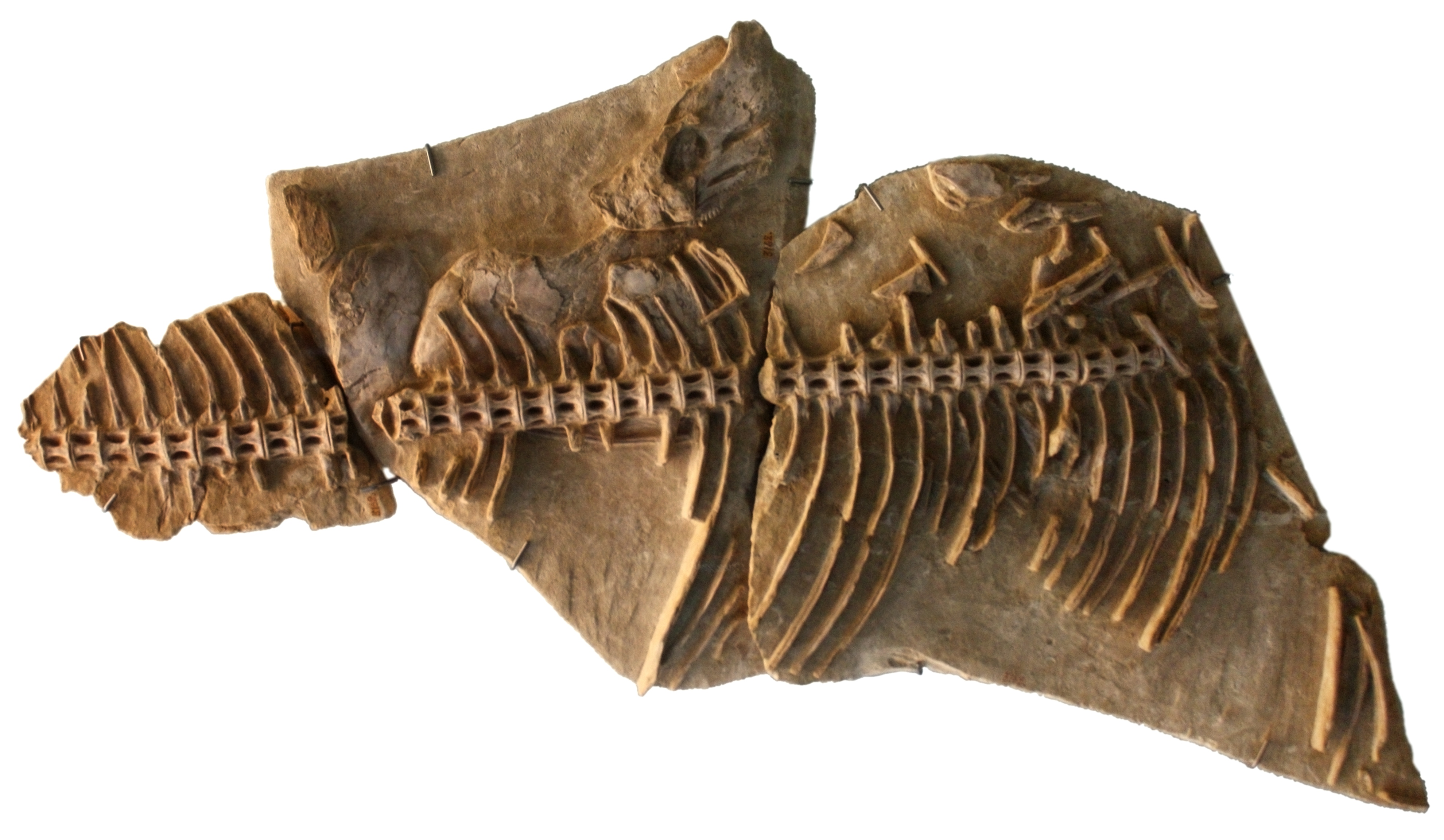
Отпечаток позвоночника Saurodon sp.